# Bandeira da Associação de Nações do Sudeste Asiático
A bandeira atual da Associação de Nações do Sudeste Asiático - ASEAN foi adoptada em Julho de 1997. Num fundo azul, um círculo vermelho com borda branca e dentro do círculo vermelho dez caules de arroz simbolizando os dez membros da ASEAN. 
A bandeira anterior era similar à actual; seis caules de arroz representando os seis membros fundadores mais o Brunei, com a palavra ASEAN por baixo dos caules. O fundo era branco em vez de azul, a borda do círculo e a palavra ASEAN eram turquesa, e o círculo era amarelo brilhante. Os caules eram acastanhados.